# Гірчиця

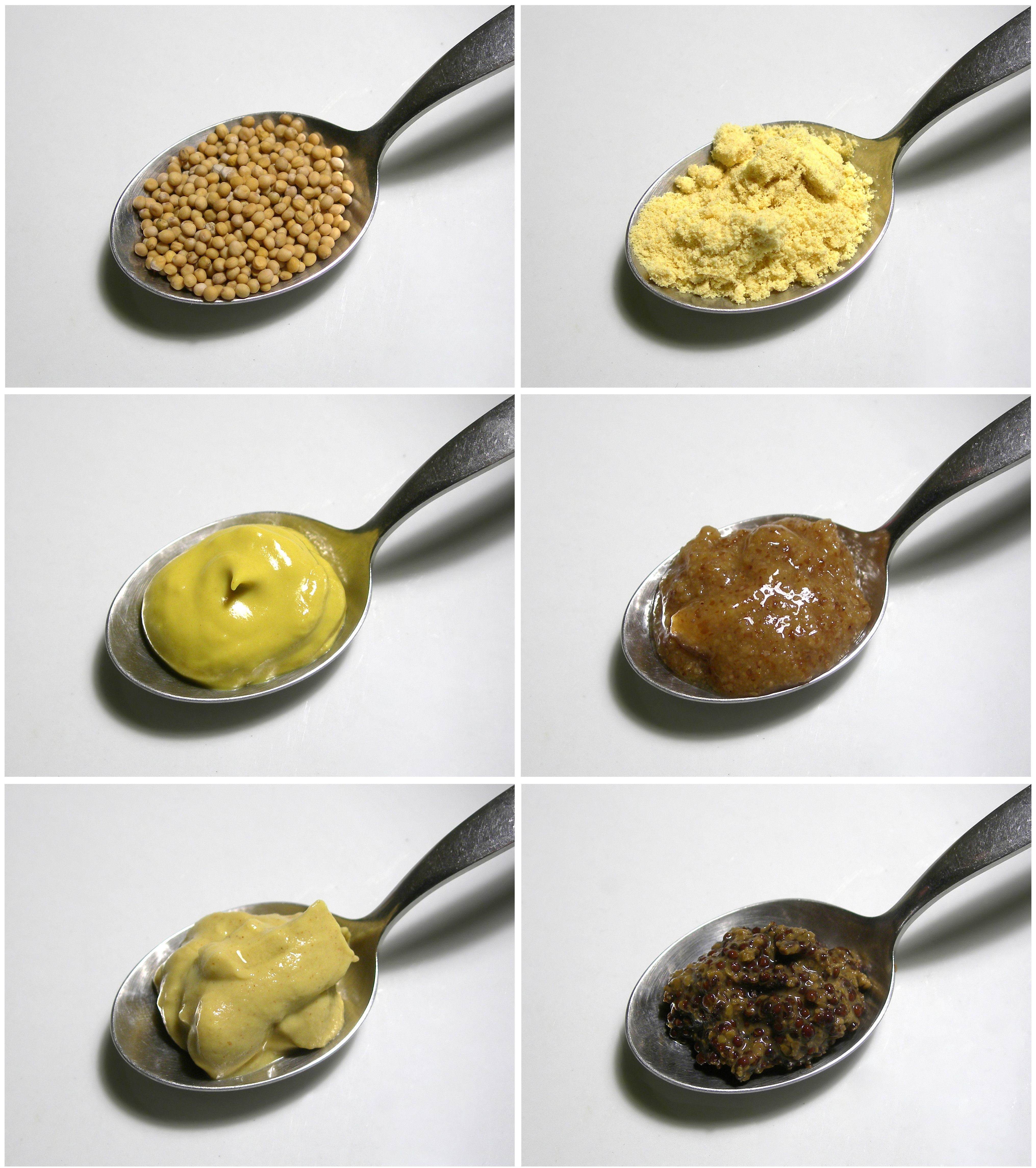
Шість варіантів приправи:
насіння білої гірчиці • мелена біла гірчиця • звичайна гірчиця • баварська солодка гірчиця • діжонська гірчиця • французька гірчиця з чорного насіння

Столо́ва гірчи́ця, або муштарда[джерело?] (пол. musztarda; італ. mostarda) — приправа з насіння рослин гірчиці білої, (Sinapis alba), гірчиці салатної (Brassica juncea) та гірчиці чорної (Brassica nigra).
Для приготування приправи використовують цілі, розмелені, стовчені або роздавлені зерна гірчиці, які змішують в пастоподібну суміш з водою, оцтом, лимонним або яблучним соком, вином або іншою рідиною, з додаванням солі та різноманітних прянощів. Приправа може мати колір від блідо-жовтого до інтенсивного оливково-жовтого та жовто-коричневого, смак варіюється від солодкого до пряного.
Гірчиця відмінно поєднується з м'ясними стравами та сиром, її додають у салати, бутерброди тощо. Як інгредієнт гірчицю використовуєть під час приготування багатьох соусів, супів та маринадів. Гірчицю широко використовують у багатьох національних кухнях.

## Історія
Люди здавна вирощували та використовували гірчицю і вона була поширена усюди від Європи до Китаю. При цьому в Європі гірчиця була єдиною доступною гострою спецією з місцевої сировини. Першими соуси на основі гірчиці почали виготовляти римляни. З них найвідомішими є мурія з гірчиці і рибного розсолу та гарум з ферментованих риб'ячих нутрощів. Вимочені гірчічні зерна, за повідомленням Колумелли, також подрібнювали й змішували з оцтом. З IV століття до цієї суміші почали додавати мед і олію, а замість оцту — виноградне сусло (муст) — так була створена рідка гірчиця, або ж гірчичний соус.
У XIII столітті визнаним центром виробництва гірчиці став Діжон. Про те, наскільки популярною була гірчиця в Діжоні, свідчать збережені з 1336 року письмові рахунки за 320 літрів гірчичної приправи, з'їденої гостями одної лише званої вечері у герцога Бургундського. 1777 року в Діжоні було створено перше партнерське підприємство по виробництву гірчиці за оригінальною рецептурою з використанням білого вина, тут з'явилася і перша машина з виробництва гірчиці. 1937 року для діжонської гірчиці була введена сертифікація справжності походження. Завдяки давній історії виробництва гірчиці Діжон вважається «гірчичною столицею світу».
В Англії гірчиця з'явилася в XII столітті. Зерна гірчиці подрібнювали в ступці і посипали порошком їжу, подібно меленому перцю. Перша письмова згадка гірчиці знаходиться в книзі  Forme of Cury , яку написав майстер-кухар короля Річарда II. Гірчичні зерна грубого помелу змішували з борошном і корицею, додавали воду, з гірчичного тіста скачували кульки та висушували. У такому вигляді заготовлену гірчицю було зручно зберігати, а в міру потреби з неї робили гірчичну пасту, розмочуючи кульки в оцті, вині або сидрі. Кращою вважалася гірчиця з хріном, яку робили в Тьюксбері: гірчицю звідси везли в Лондон та інші частини Англії. Ця гірчиця навіть удостоїлася згадки в п'єсі Шекспіра «Генріх IV» (частина 2).
На Всесвітній виставці в Сент-Луїсі в США в 1904 році була представлена новинка — жовто-коричнева гірчиця, яку вперше в історії використовували для приготування хот-догів.
Згідно з даними Продовольчої та сільськогосподарській організації ООН (Food and Agriculture Organization, FAO) за 2016 рік, найбільшими виробниками гірчиці у світі є Канада (200 тис. т), Непал (150 тис. т), Росія (90 тис. т), Україна (40 тис. т) та М'янма (40 тис. т). Шосту та сьому сходинку розділяють Чехія та Китай із щорічним виробництво 20 тис. т насіння гірчиці. Україна у 2016 році експортувала 35,4 тис. т гірчиці, у 2015 році — 45,3 тис. т.

## Різновиди

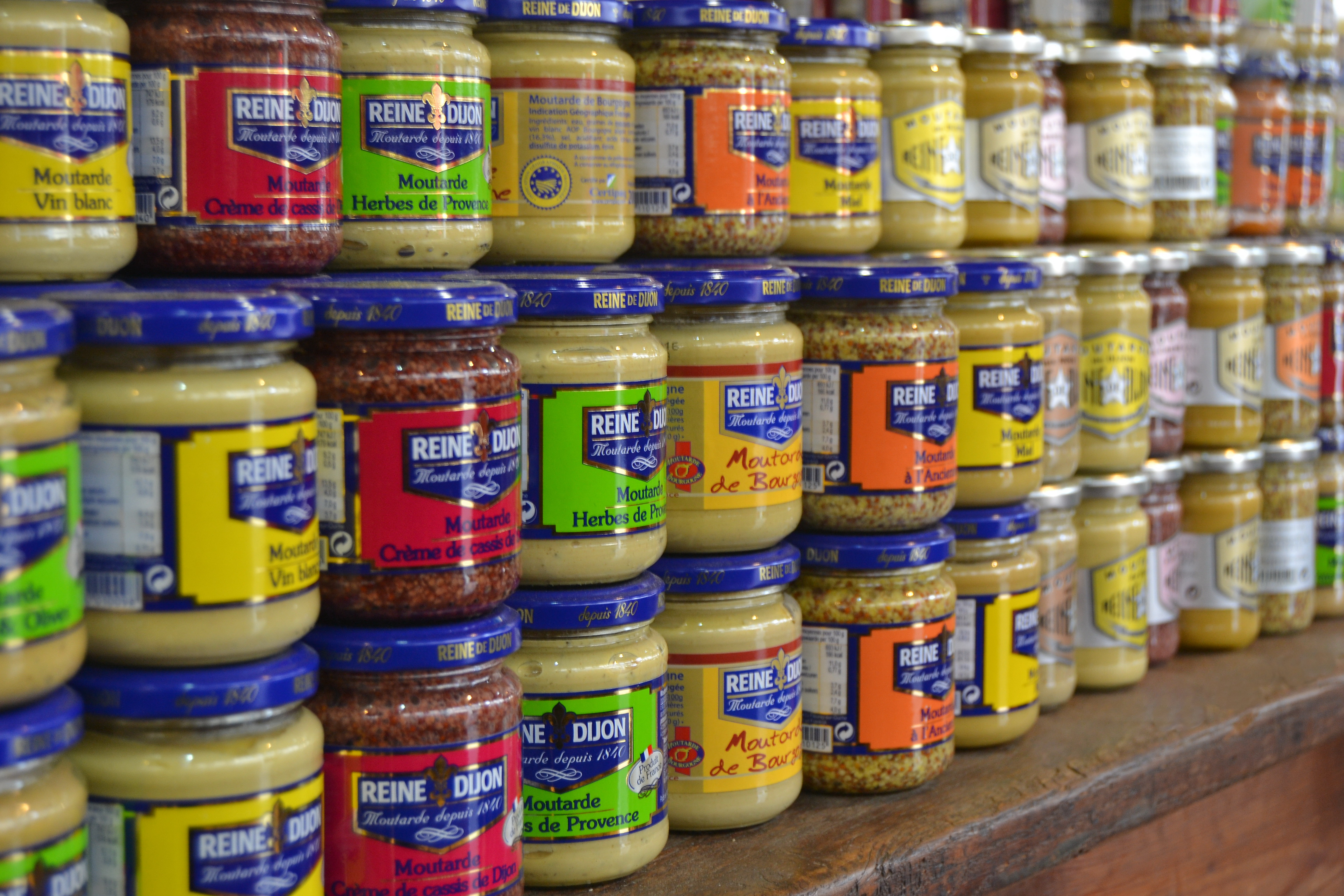
Різноманіття сортів діжонської гірчиці

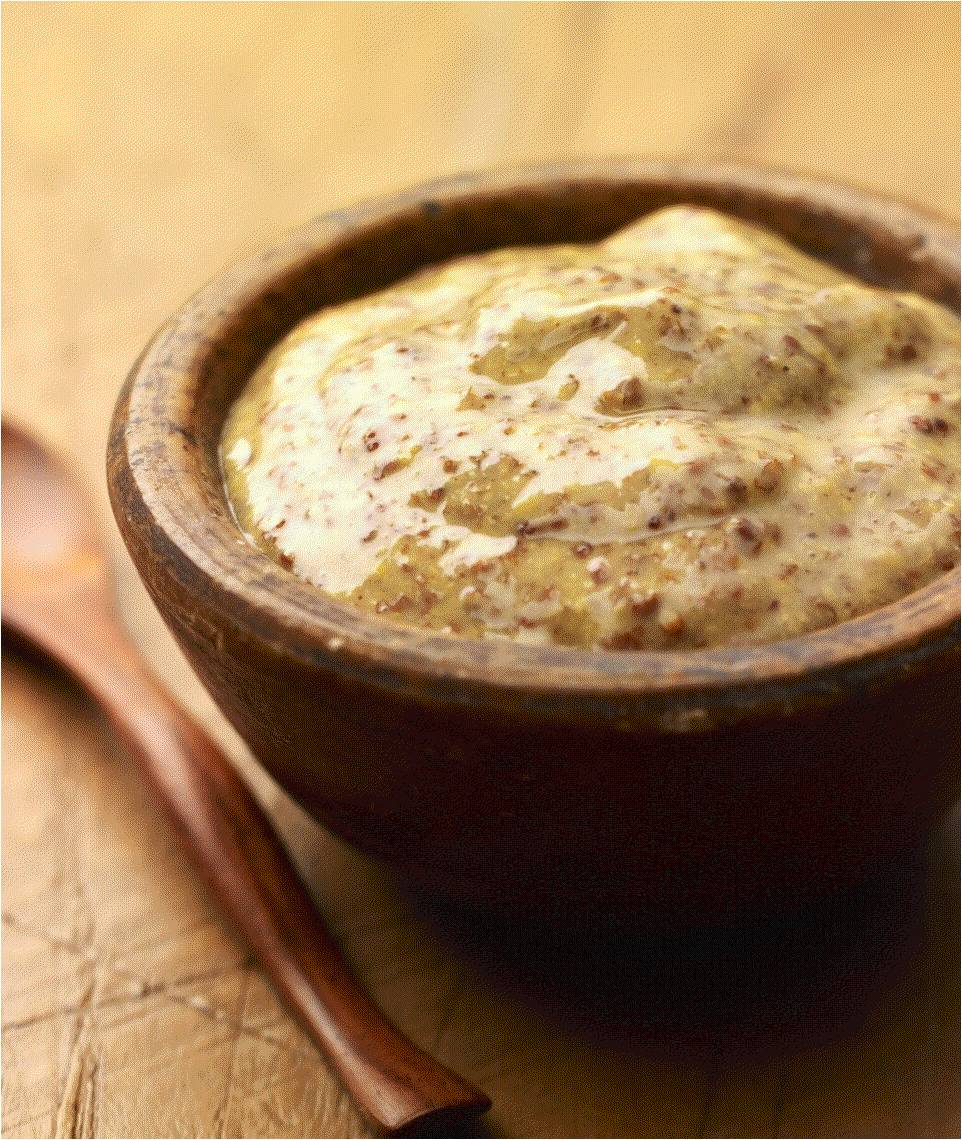
Креольська гірчиця

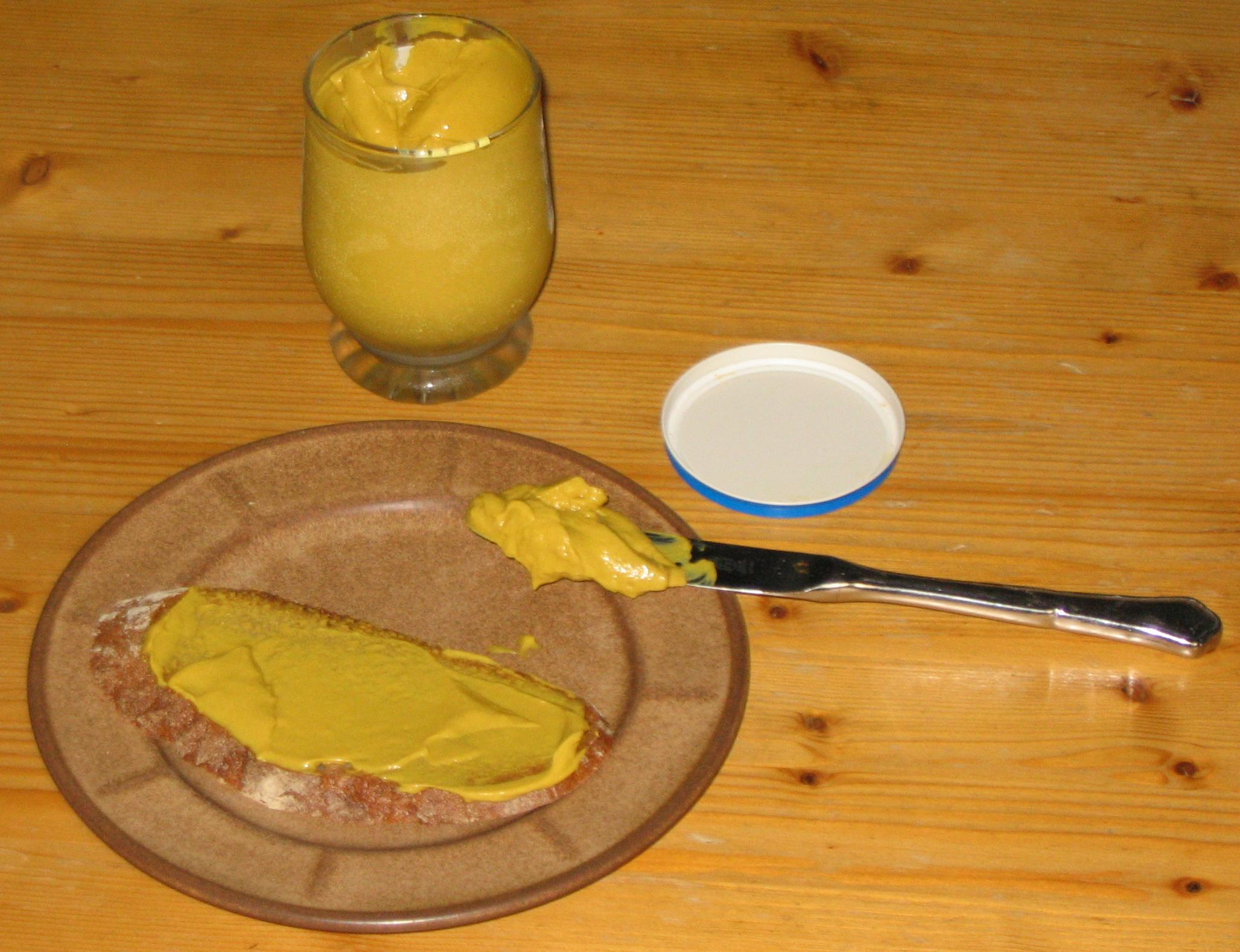
Хліб з гірчицею

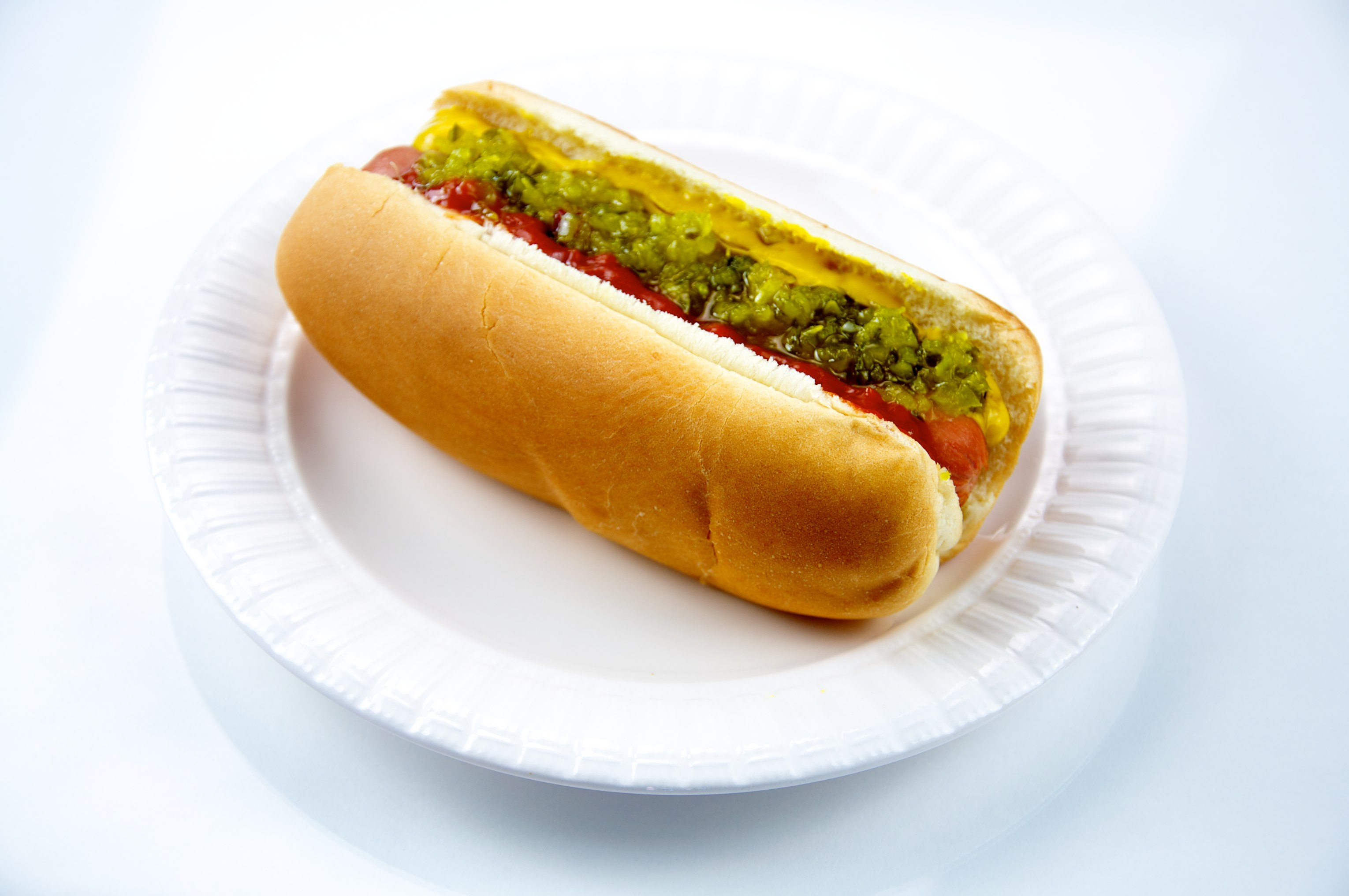
Хот-дог з американською гірчицею

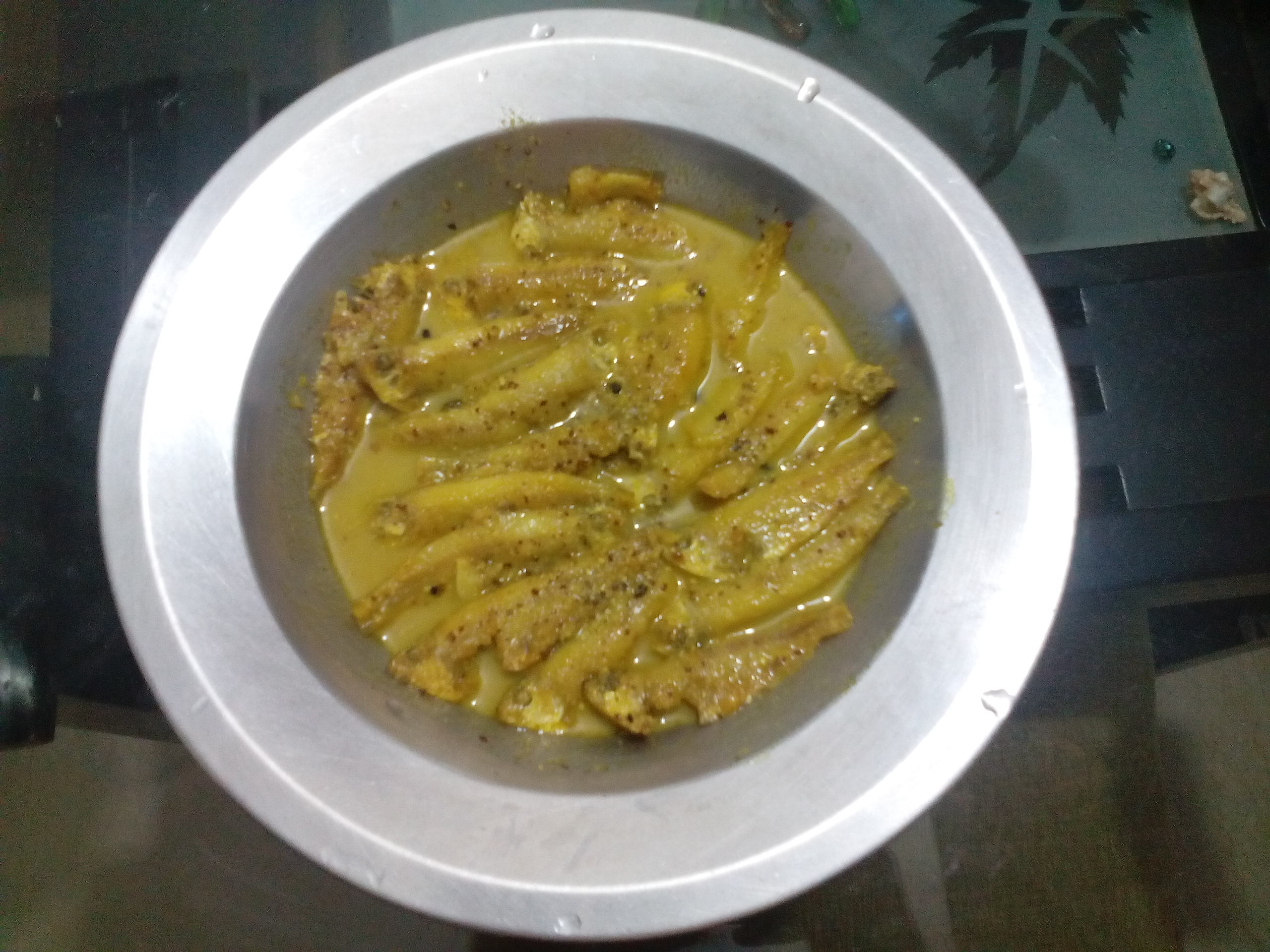
Бенгальське гірчичне каррі

Гірчицю виробляють з насіння трьох видів рослин родини капустяних — гірчиці білої, салатної та чорної.
Чорна гірчиця (Brassica nigra), яку називають також справжньою або французькою, вирощується в Південній Європі, переважно в Італії та Франції. Її насіння дрібне, темне, має пекучий смак і запах, обумовлений високим вмістом синігрину. Цей вид використовують для виробництва високоякісної гірчиці, в тому числі діжонської гірчиці й соусу равігот. Виробництво чорної гірчиці пов'язане з певними складнощами: її стручки швидко розкриваються і значна частина врожаю втрачається. Тому часто в класичних французьких рецептах чорну гірчицю заміняють коричневою, або салатною.
Гірчиця салатна (Brassica juncea), вона ж сиза або українська, а також коричнева, китайська, індійська. Являє собою досить великі зерна коричневого кольору, за кулінарними властивостями близька до чорної гірчиці, але містить меншу кількість синігрину. Часто продається у вигляді світло-жовтого порошку. З неї виготовляють звичайну столову гірчицю, її частіше за інші використовують в європейських рецептах. Салатну гірчицю вирощують в Україні, Середній Азії, Європі, Росії.
Біла гірчиця (Sinapis alba), жовта, англійська гірчиця, походить з Європи, має велике світле насіння. На відміну від чорної та коричневої, смак білої гірчиці визначає глікозид синальбін, менш їдкий, що виявляється більш в смаку, ніж у запаху. Цю гірчицю використовують в маринадах, приправа з білої гірчиці найпопулярніша в США. Велика частина світового врожаю білої гірчиці вирощується в Канаді.

## Сорти готової гірчиці
Багато народів з часів середньовіччя мають власні традиції приготування і вживання гірчиці. Смак сортів гірчиці може сильно відрізнятися в різних країнах. У більшості країн Європи та в США віддають перевагу м'якій гірчицю з великою кількістю всіляких смакових прянощів. В Україні, Польщі та Росії частіше вживають гостру гірчицю. В магазинах Чехії, навпаки, частіше зустрічається гірчиця з м'яким смаком.
Гостру гірчицю легко приготувати в домашніх умовах. Для цього гірчичний порошок розмішують до потрібної густоти з вином, оцтом, пивом або водою і дають настоятися близько десяти хвилин, додавши за смаком цукор. Таку гірчицю зазвичай готують безпосередньо перед подачею на стіл, тому що вона може видихатися досить швидко.
Рівень гостроти гірчиці прямо залежить від сорту насіння, яке використовують. Жовте насіння (також називається білим) має найм'якіший смак. Тим часом коричневе та чорне насіння набагато гостріші. Склад рідини, що додається в гірчицю також має значний вплив на гостроту смаку.
- Американська жовта гірчиця готується з насіння білої гірчиці й оцту з великою кількістю цукру і підфарбовується куркумою, має рідку консистенцію.
- Англійська гірчиця в Англії відома під назвою «гірчиця за старовинним рецептом». До її складу входять суміш м'якого і гострого гірчичного порошку і невелика кількість грубо подрібнених зерен. Гірчицю розводять яблучним соком, сидром або оцтом[4].
- Баварська (мюнхенська) гірчиця виробляється із зерен білої гірчиці грубого помелу з додаванням карамельного сиропу, імбиру, перцю і ялівцю. Приправа готується при високій температурі, має дуже м'який солодкуватий смак.
- Бордоська гірчиця — приправа із суміші білої і салатної гірчиці з естрагоном та цукром, замішана на суміші виноградного сусла з оцтом.
- Гардан (донська гірчиця) робиться з додаванням розсолу солоних огірків.
- Діжонська гірчиця (фр. Moutarde de Dijon) традиційно проводилася з чорної гірчиці та вержуса. Сучасна діжонська гірчиця базується на суміші насіння чорної і коричневої гірчиці, деякі сорти приправи містять біле вино. Діжонська гірчиця м'яка, елегантна, має тонку текстуру і багатий смак без надмірної кислотності, з легким присмаком трав. На експорт зазвичай реалізують більш м'які сорти. Найпекучіший варіант діжонської гірчиці набагато м'якший російської гірчиці[3][4] .
- Італійська фруктова гірчиця (італ. mostarda di frutta) готується з гірчичного порошку, білого вина, меду й прянощів, та містить великі шматки свіжих, консервованих або сушених фруктів[4].
- Китайська гірчиця — приправа з гірчичного порошку і води, гостра і не має нюансів смаку[4].
- Провансальська гірчиця готується на основі бордоської з додаванням часнику, перцю, базиліка і меду.
- Українська гірчиця — гостра приправа з порошку салатної гірчиці з додаванням оцту.

## Вплив на організм людини
При вживанні в ролі приправи гірчиця стимулює травлення, сприяє профілактиці запорів і кишкових інфекцій, покращує циркуляцію крові та знижує ризик захворювань серцево-судинної системи. Зовнішньо гірчицю використовують як зігрівальний засіб. У народній медицині насіння гірчиці застосовуються для лікування шлунково-кишкових захворювань, як проносний, блювотний та заспокійливий засіб.
Вживання дуже гострої гірчиці може викликати слинотечу, печію язика, піднебіння і горла. Всі частини рослин гірчиці, в тому числі зерна і гірчичний порошок, можуть викликати алергію і стати причиною анафілактичного шоку. З 2005 року продукція, що реалізується в Європейському союзі, у разі наявності в її складі гірчиці повинна мати вказівку про це на упаковці.

## Обрані фото

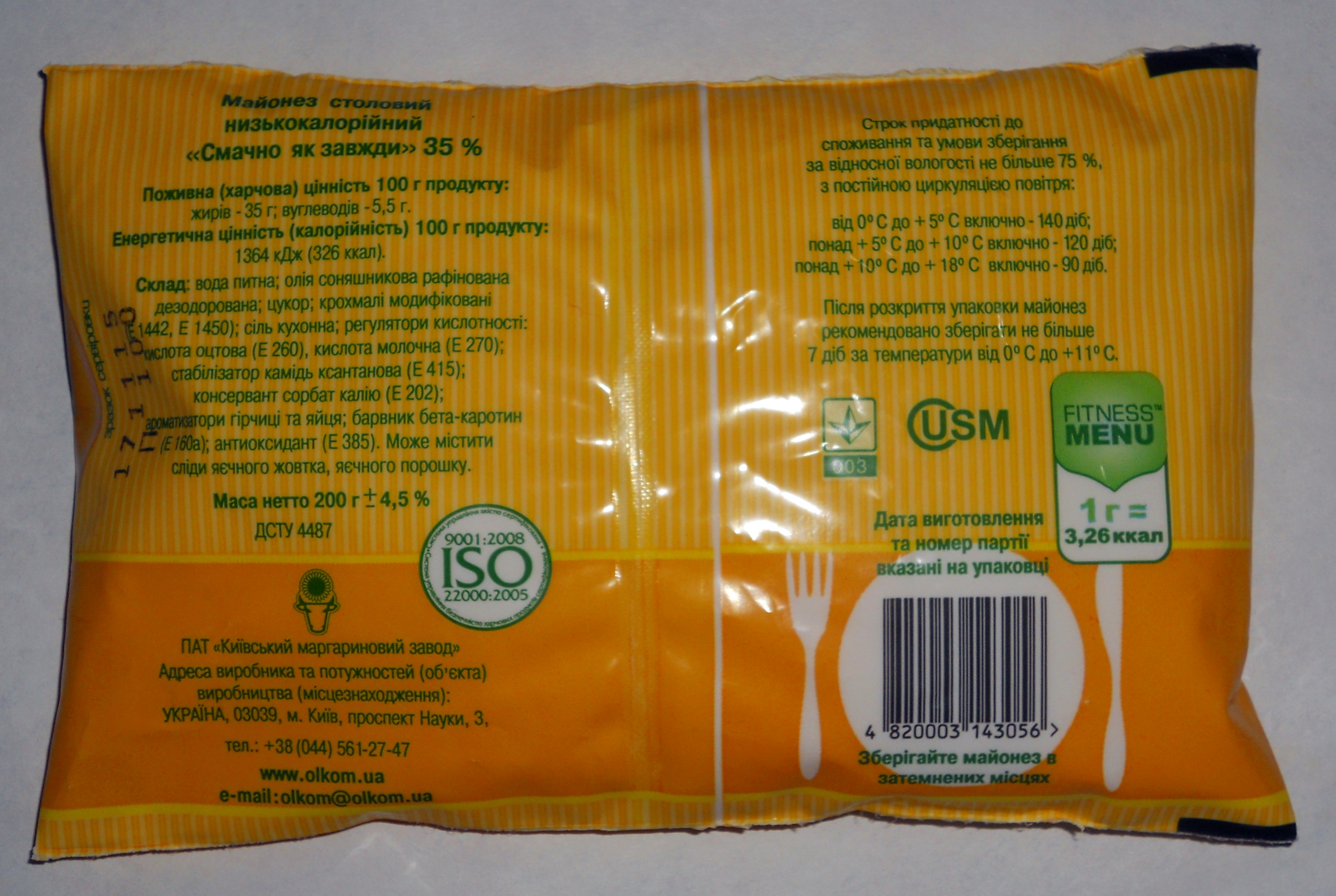
Майонез «Олком» (зворотна сторона)
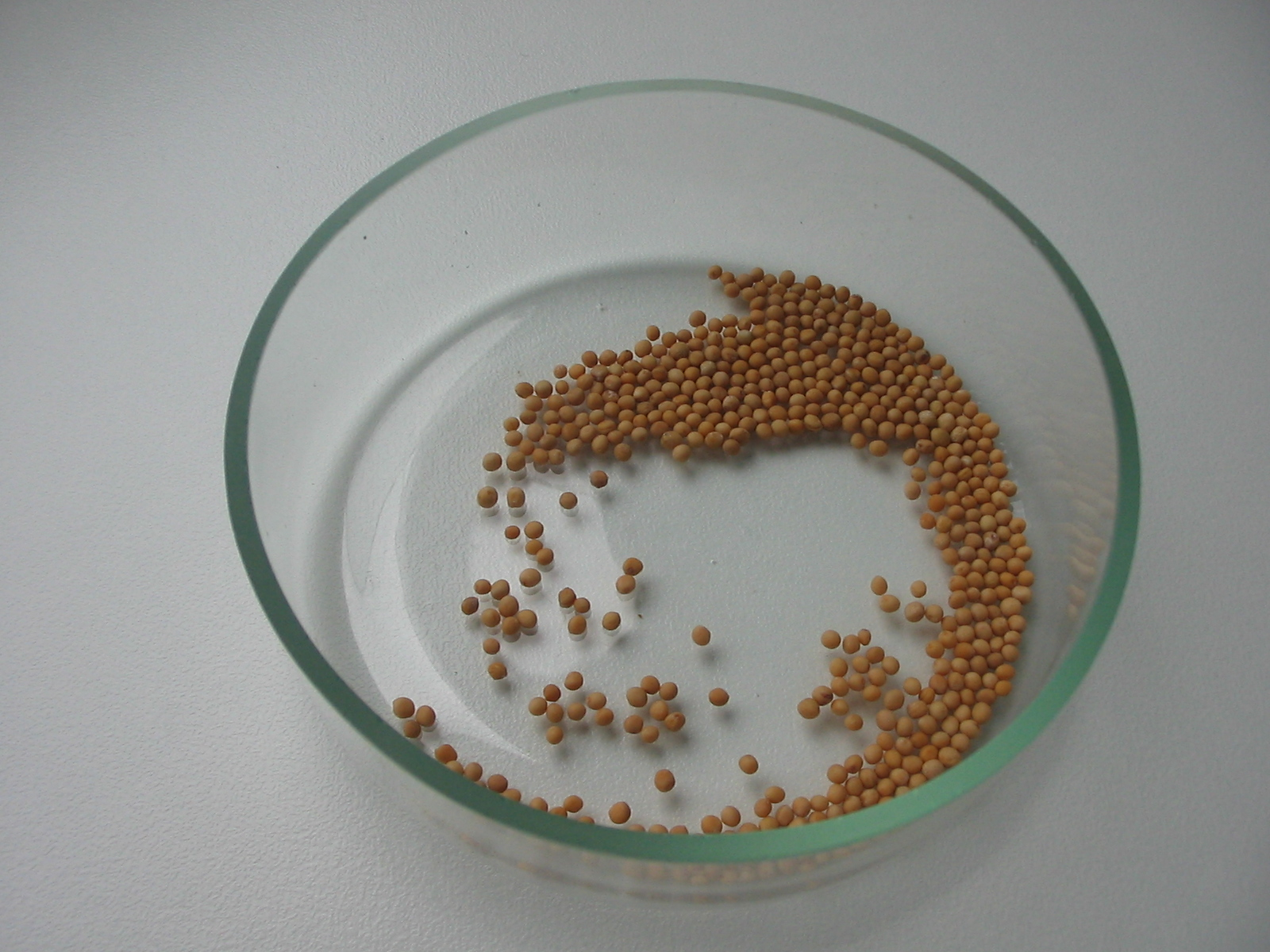
Насіння гірчиці